# 댈하우지 대학교
댈하우지 대학교(Dalhousie University)는 캐나다 노바스코샤주 핼리팩스에 위치한 대학이다.
1818년 설립되었으며, 대학명은 설립자 댈하우지 백작에서 유래되었다.

## 저명한 출신자
- 루시 모드 몽고메리